# Шишин
Шишин (пол. Szyszyn) — село в Польщі, у гміні Слесін Конінського повіту Великопольського воєводства.
Населення — 488 осіб (2011).
У 1975-1998 роках село належало до Конінського воєводства.

## Демографія
Демографічна структура станом на 31 березня 2011 року:
|          | Загалом | Допрацездатний вік | Працездатний вік | Постпрацездатний вік |
| -------- | ------- | ------------------ | ---------------- | -------------------- |
| Чоловіки | 245     | 64                 | 160              | 21                   |
| Жінки    | 243     | 59                 | 141              | 43                   |
| Разом    | 488     | 123                | 301              | 64                   |